# Pongamia velutina
Pongamia velutina é uma espécie vegetal da família Fabaceae.
Apenas pode ser encontrada na Papua-Nova Guiné.
Está ameaçada por perda de habitat.